# استان بوردور
بوردور (به ترکی استانبولی: Burdur) یکی از استان‌های ترکیه است که مرکز آن هم شهری است به نام بوردور.

## جغرافیا
مساحت این استان ۶٬۸۸۷ کیلومتر مربع و جمعیت آن ۲۴۶٬۱۳۴ نفر است.
این استان در منطقه دریاچه‌ها در ترکیه قرار گرفته و دریاچه‌های بزرگ و کوچک زیادی دارد.
بزرگ‌ترین دریاچه این استان دریاچه بوردور و دومین دریاچه دریاچه سالدا نام دارد.

## شهرستان‌ها

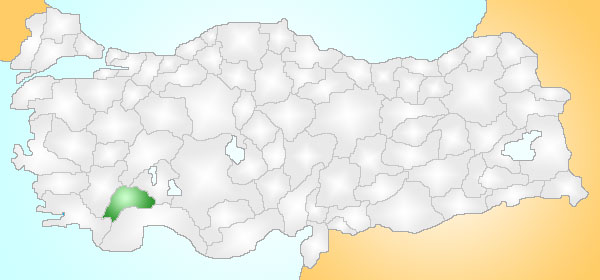
محل استان بوردور در نقشهٔ ترکیه.

- آق‌لاسون Ağlasun
- آلتین‌یایلا Altınyayla
- بوجاک Bucak
- بوردور Burdur
- چاودیر Çavdır
- چلتیکچی Çeltikçi
- گل‌حصار Gölhisar
- کارامانلی Karamanlı
- کمر Kemer
- تفنی Tefenni
- یشیلووا Yeşilova